# Studi Cattolici
Studi Cattolici è una rivista italiana di attualità e cultura che si propone di interpretare i fatti alla luce del Magistero della Chiesa cattolica. Gli argomenti trattati spaziano dalla teologia alla letteratura, alla filosofia e alla storia. Trovano spazio anche argomenti di attualità politica.

## Storia

### 1956-1969
La rivista esce nel giugno del 1956. Sotto la testata appare il sottotitolo "rivista di teologia pratica"  (che rimarrà per sette anni). L'apparente ossimoro sta a significare che lo scopo della neonata rivista è fornire una spiegazione dei problemi di maggiore attualità  ancorata al Magistero della Chiesa cattolica. La periodicità è trimestrale, la redazione (che coincide con la sede delle Edizioni Ares) è nel quartiere Prati, a Roma. I direttori sono Salvatore Canals e Giacomo Violardo.
I contenuti sono strutturati in sezioni:
- Studi (trattazione monografica di un argomento);
- Note e dibattiti (non di rado in relazione con il tema principale del numero);
- Segnalazioni, a cura di Franco Crespi (letteratura) e Renato Buzzonetti (cinema), Federico Doglio (teatro, dal 1959, e più tardi televisione);
- Notiziario cattolico.

A partire dal 1958 la periodicità diventa bimestrale.
Sul versante che più contraddistingue la testata, quello teologico, compaiono le firme di Giovanni Battista Guzzetti, Alfredo Ottaviani, Daniel-Rops, Joseph Perrin, Giulio Andreotti, Julián Herranz Casado, Franz Weyergans, Charles Journet, Giambattista Torellò, ecc. Nella sezione Segnalazioni compaiono le proposte di lettura di Claudio Barbati, a partire dal 1962, e di Gianfranco Bettetini.
Non mancano contributi sul panorama internazionale, europeo in primo luogo, ma anche mondiale: dal ruolo Chiesa negli Stati Uniti ai popoli africani che, al volgere del 1960 si emancipano dalla colonizzazione per costituirsi in nazioni indipendenti.
Il numero 45, uscito nel dicembre 1964 in pieno Concilio Vaticano II, rappresenta una svolta: è l'ultimo a cadenza bimestrale. Dal 1965 la rivista diventa mensile e tratta un tema di prim'ordine: Il dialogo, tormento apostolico, tema quanto mai consono all'atmosfera conciliare affrontato in un corposo dossier. La struttura della rivista rimane praticamente inalterata: viene accantonata solamente la sezione del Notiziario. Durante il 1965 escono quattro numeri monografici (49-50-51-52/1965) dedicati agli aspetti civili, politici, religiosi e culturali dell'Italia: Italia, vent'anni: 1945-1965.
A settembre di quell'anno le Edizioni Ares traslocano da Roma a Milano, con la redazione della rivista. La nuova sede è in Via Stradivari, 7. Un altro cambiamento avviene con l'anno nuovo: dal gennaio 1966, n° 58, il nuovo direttore è Cesare Cavalleri, collaboratore fin dal 1963 come critico letterario. Firmerà ininterrottamente Studi Cattolici fino alla morte, avvenuta il 28 dicembre 2022.
In questo periodo la rivista si avvale delle recensioni di un grande critico di cinema come Claudio G. Fava e delle riflessioni di un'acuta teologa come Adriana Zarri.

### Gli anni Settanta
Nel 1970 nascono due rubriche che segneranno il decennio: 
- Studi gattolici (sic), vignette satiriche di Armand (pseudonimo di Armen Manoukian), che  raccontano con tratti irriverenti il cattolicesimo nostrano. La rubrica prosegue ininterrottamente fino all'aprile 1976.
- Gli imperdonabili è un'altra rubrica che coglie nel segno: Quirino Principe (autorevole collaboratore musicale della rivista) mette alla berlina la vacuità delle mode e la corruzione dei costumi morali.

Il fenomeno del 1968 colpisce e disorienta il mondo cattolico. La rivista rinnova il suo impegno di stimolare e far crescere la coscienza ecclesiale e culturale del laicato italiano. Nel giugno 1973 (n° 148) esce un dossier su Dogma e scetticismo nella cultura odierna, che fa chiarezza su un dibattito culturale appiattito sulla dicotomia tra "bene" (lo scetticismo, il dubbio a tutti i costi) e "male" (il dogma, i valori assoluti).
Un altro mito del pensiero contemporaneo trattato è quello dell'esplosione demografica e del conseguente controllo delle nascite (Mario Minuscoli, Il mito dell'esplosione demografica, 166, 1974).
Negli anni Settanta aumenta l'interesse per le questioni letterarie ed artistiche. Studi Cattolici dà spazio ad autori come Fortunato Pasqualino e Mario Pomilio, il quale pubblica brani del suo Quinto Evangelio sulle pagine della rivista. Il raggio d'azione della rivista si fa europeo: dalla Francia giungono i contributi di François Livi, mentre il mondo letterario (e non solo) tedesco è trattato da Nicoletta Schmitz Sipos. Ricorre in questi anni anche il nome dello spagnolo Josemaría Escrivá de Balaguer, il fondatore dell'Opus Dei.
Studi Cattolici partecipa al dibattito culturale italiano sulla questione dell'aborto e lo fa con la consueta chiarezza. In un editoriale dell'ottobre 1976 (n° 188, Governo e Parlamento) Cesare Cavalleri scrive che chi pratica l'aborto è un assassino, e chi istiga gli assassini o con loro collabora si macchia moralmente dello stesso delitto. Pannella, Faccio e Bonino, quindi sono oggettivamente assassini. I tre esponenti radicali querelano Cavalleri per diffamazione. Il Tribunale di Milano lo assolve con formula piena.
Nasce in questi anni (1979) una delle rubriche più fortunate della rivista, Piazzetta italiana, nella quale Franco Palmieri tratta miserie e misfatti del mondo politico nazionale.

### Gli anni Ottanta
Nel 1981 Studi Cattolici si schiera per il «Sì» al referendum sull'abolizione della legge sull'aborto con un quaderno allegato al fascicolo di marzo (n° 241) dal titolo Un sì alla vita. L'impegno in difesa della vita non viene meno anche dopo che le urne sanciscono l'accettazione della legge 194.
A proseguire la tradizione di formazione teologica della rivista, continuano i contributi di illustri esperti, tra cui il card. Pietro Palazzini, Alessandro Maggiolini, Hervé Pasqua, Pier Carlo Landucci e Antonio Livi.
Nel marzo 1983 appare una nuova rubrica, Doppia classifica: Giuseppe Romano legge la classifica dei libri più venduti; ad essa ne affianca un'altra, parallela, di volumi consigliabili sulla base "del buon gusto, del buonsenso e di opinioni magari sindacabili ma non dissennate". La rubrica viene portata avanti dal 2003 da Mauro Manfredini.
Sul fronte artistico-letterario, il parco di collaboratori si allarga ai nomi di Paolo De Marchi e Sandra Orienti sulle arti figurative; Elio Maraone e Angelo Rovetta sul cinema; Fausto Colombo sulla televisione; Fabio Antolini sul teatro. Aumenta l'impegno di Quirino Principe, che dall'ottobre 1982 offre ai lettori una personale lectura Dantis.
Studi Cattolici comincia ad affrontare il tema della bioetica già nel 1986 con il quaderno Biotecnologia fin dove? (n° 310, dicembre 1986). Né le sfugge che il mondo del lavoro si appresta ad essere rivoluzionato dal computer (Impresa e lavoro nella società informatica, n° 300, febbraio 1986). Coglie prima di molti altri gli eccessi dell'ecologismo (dicembre 1990 e marzo 1991, a cura di Paolo Pugni).

### Gli anni Novanta
Negli anni novanta aumenta la sensazione tra gli italiani che tutto ciò che non è espressamente vietato debba essere permesso. Ognuno può farsi una propria morale; il Cristianesimo è solo uno dei tanti modi di vedere l'esistenza. La «missione» di Studi Cattolici è soffermarsi sulle necessità e i problemi fondamentali dell'uomo e della famiglia. Si susseguono riflessioni del teologo Cormac Burke intitolate Indissolubilità del matrimonio e difesa della persona. Nello stesso periodo compaiono i quaderni sulla promozione dell'autentica dignità e peculiarità femminile (n° 341/1989).
Da segnalare, in campo letterario, l'intervista con Elena Croce, figlia del filosofo Benedetto, scrittrice e poetessa, che commenta così la crisi di creatività che caratterizza il mondo delle lettere italiano degli ultimi anni: Adesso è tutto talmente impoverito che non si sa più dove pescare, nelle letture come pure nei referenti culturali (n° 361 del marzo 1991).
Il numero del luglio 1991 ospita un intervento del card. Joachim Meisner sulla pillola RU 486, anticipando un dibattito che solo anni dopo avrà gran rilievo nella società civile. Nel febbraio 1998 esce il dossier La famiglia: dono, impegno, speranza, arricchito dalle riflessioni di Pier Giovanni Palla, Francisco Gil Hellín e Janne Haaland Matlary.
L'attenzione ai temi forti della politica e della società, interpretata alla luce del magistero della Chiesa, si ritrova nel quaderno La Dottrina sociale della Chiesa e i partiti politici (n° 428, ottobre 1996, con interventi di Giano Accame, Rocco Buttiglione e Giuseppe Pisanu) e in un'inchiesta pubblicata nel dicembre 1997 (Dottrina sociale della Chiesa e partiti ex Dc).